# John Cox (Tontechniker)
Frederick John G. Cox (* 7. Mai 1908 in Leicester, Leicestershire, England; † September 1972 in London) war ein britischer Tontechniker, der 1963 mit einem Oscar für den besten Ton ausgezeichnet wurde.

## Leben
Cox begann seine Laufbahn als Tontechniker in der Filmwirtschaft 1931 bei dem von Harcourt Templeman und Oskar Friedrich Werndorff inszenierten Horror- und Kriminalfilmdrama The Bells, in dem Donald Calthrop, Jane Welsh und Edward Sinclair die Hauptrollen spielten. Im Laufe seiner Karriere wirkte er bis zu seinem Tode an der Herstellung von 145 Filmen mit.
Seine erste Nominierung für einen Oscar für den besten Ton erhielt Cox 1962 für den Kriegsfilm Die Kanonen von Navarone (The Guns of Navarone, 1961) von J. Lee Thompson mit Gregory Peck, David Niven und Anthony Quinn.
Bei der Oscarverleihung 1963 gewann er einen Oscar für den besten Ton, und zwar für den von David Lean inszenierten Film Lawrence von Arabien (Lawrence of Arabia, 1962) mit den Hauptdarstellern Peter O’Toole, Alec Guinness und Anthony Quinn.
1965 war Cox für das Filmdrama Becket (1964) über Thomas Becket von Peter Glenville mit Richard Burton, Peter O’Toole und John Gielgud in den Hauptrollen erneut für den Oscar für den besten Ton nominiert.
Zuletzt war Cox zusammen mit Bob Jones 1969 für den von der British Academy of Film and Television Arts erstmals verliehenen British Academy Film Award in der Kategorie Bester Ton nominiert, und zwar für die Verfilmung des Charles Dickens-Romans Oliver Twist, Oliver (Oliver!, 1968) von Carol Reed mit Mark Lester, Ron Moody und Shani Wallis.

## Filmografie (Auswahl)
- 1948: Kleines Herz in Not (The Fallen Idol)
- 1949: Der dritte Mann (The Third Man)
- 1950: Die schwarze Füchsin (Gone to Earth)
- 1951: Der Verdammte der Inseln (Outcast of the Islands)
- 1952: Der unbekannte Feind (The Sound Barrier)
- 1953: Das Herz aller Dinge (The Heart of the Matter)
- 1954: Ein Inspektor kommt (An Inspector Calls)
- 1955: So etwas lieben die Frauen (The Constant Husband)
- 1956: Das Baby auf dem Schlachtschiff (The Baby and the Battleship)
- 1956: An vorderster Front (A Hill in Korea)
- 1957: Die kleinste Schau der Welt (The Smallest Show on Earth)
- 1957: Die Brücke am Kwai (The Bridge on the River Kwai)
- 1958: Froschmann Crabb (The Silent Enemy)
- 1959: Tarzans größtes Abenteuer (Tarzan's Greatest Adventure)
- 1959: Der Weg nach oben (Room at the Top)
- 1960: Tarzan, der Gewaltige (Tarzan the Magnificent)
- 1961: Die Kanonen von Navarone (The Guns of Navarone)
- 1962: Lawrence von Arabien (Lawrence of Arabia)
- 1963: Geliebter Spinner (Billy Liar)
- 1964: Dr. Seltsam oder: Wie ich lernte, die Bombe zu lieben (Dr. Strangelove or: How I Learned to Stop Worrying and Love the Bomb)
- 1964: Becket
- 1965: Versprich ihr alles (Promise Her Anything)
- 1967: Spiegelbild im goldenen Auge (Reflections in a Golden Eye)
- 1968: Oliver (Oliver!)
- 1973: Experiments (The Asphyx)

## Auszeichnungen
Oscar
- 1962 nominiert: Bester Ton für Die Kanonen von Navarone
- 1963 ausgezeichnet: Bester Ton für Lawrence von Arabien
- 1965 nominiert: Bester Ton für Becket

British Academy Film Award
- 1969 nominiert: Bester Ton für Oliver